# Збиття Іл-76 у Луганську
14 червня 2014 року, під час війни на сході України, приблизно о 1:00 ночі було збито український Іл-76 неподалік Луганська. Виконавцями були найманці з російської диверсійної групи ПВК «Вагнер». [⇨]
Військово-транспортний літак Іл-76 зі складу 25-ї бригади транспортної авіації Повітряних сил ЗСУ летів у складі конвою з трьох літаків до аеропорту «Луганськ». Літак мав сідати другим, проте під час посадки він був збитий з ПЗРК «Ігла». На борту літака перебувало 40 десантників 25-ї окремої Дніпропетровської повітряно-десантної бригади та 9 членів екіпажу. В результаті обстрілу всі вони загинули.
Прокуратура України того ж дня кваліфікувала подію як теракт. [⇨]
Загибель усіх 49 військових, які перебували на борту збитого літака, стала найбільшою втратою з початку антитерористичної операції і найбільшою на той час одночасною втратою Збройних сил України за увесь період незалежності.

## Передумови
Починаючи з весни 2014 року Луганський аеропорт перебував під контролем українських військових, але проросійські угруповання розташували навколо нього велику кількість вогневих точок і летовище фактично перебувало в облозі бойовиків. Перетята місцевість навколо аеропорту, з великою кількістю лісопосадок, ярів, байраків не давала змоги нечисельному гарнізону українських військових в аеропорті повноцінно контролювати значний радіус навколо нього, зона контролю навколо аеропорту становила порядка 500 метрів.
Постачання українських сил в таких обставинах відбувалося за рахунок військово-транспортної авіації. До 14 червня 2014 року, за свідченням українських військових у самому аеропорту, було здійснено приблизно 15—20 посадок військово-транспортних літаків в Луганському аеропорті. Дмитро Мимриков, комбриг 25-ї транспортної бригади, повідомив, що загалом було здійснено 27 посадок військових бортів в аеропорту, причому тричі сідали конвої з трьох літаків Іл-76.
Військово-транспортний літак Іл-76МД (реєстраційний № 76 777, серійний № 0083 482 490, перший політ у 1988) також перевозив особовий склад для ротації, техніку та продовольство.

## Перебіг подій
Тієї ночі в Луганському аеропорту мало приземлитися три військові борти, усі три — літаки Іл-76. Вони вилетіли з Дніпровського летовища 13 червня близько 23:00 вечора.
Злітна смуга була без підсвітки через знеструмлений аеропорт, і для орієнтування літаків, що сідали, бронетехніка та вантажівки українських десантників шикувалися уздовж смуги і підсвічували фарами. Перший борт Іл-76 успішно сів.
Другий Іл-76 під час заходу на посадку, перебуваючи на висоті близько 700 метрів,[джерело?] був атакований. Десантники, що перебували в аеропорту бачили, як із землі була випущена зенітна ракета. Іл-76 відстрелив теплові пастки. Друга ракета була випущена з землі, вона вразила літак і той зайнявся у повітрі, впав на фюзеляж і вибухнув. Вже на землі почав також горіти та вибухати боєкомплект, який був транспортований, стовп вогню був висотою порядка 10-поверхового будинку. Залишки літака розкидало на дистанції понад 500 метрів. Літак упав приблизно за 7 кілометрів від аеропорту.

### Після падіння
Третій літак з конвою, дізнавшись про ураження і загибель другого Іл-76, зробив запит про відміну посадки, і повернувся назад.
Близько 5:00 ранку почала готуватися до виїзду пошукова група. О 6:15 до місця падіння літака висунувся зведений підрозділ українських бійців з аеропорту — 80-ї десантної, 25-ї десантної та 1-ї танкової бригад у складі 6—8 вантажівок і легковика ВАЗ-2105. На місці падіння вони побачили розкидані уламки фюзеляжу, понівечену зброю, рештки тіл. Загиблі десантники були у металевих касках, тільняшках, проте без бронежилетів. Група зібрала дві вантажівки ГАЗ-66 решток тіл, знищила деякі залишки зброї та боєприпасів. Проте далеко не всі тіла вдалося забрати — доступ до деяких був унеможливлений через завали.

## Інформаційне висвітлення

### Росія
Російські державні органи пропаганди висунули низку версій:
- державні телерадіокомпанії РИА Новости і НТВ з посиланням на неназваних бойовиків ЛНР поширили дезінформацію, про начебто збиття літака українськими військовими.[9][10]
- того ж дня відповідальність за збиття взяли на себе бойовики Луганської народної республіки. Вони пояснили це тим, що був порушений наказ про закритий повітряний простір над Луганськом, виданий одним із самопроголошених чиновників ЛНР.[11]
- 17 червня інформаційні агентства ТАСС та Інтерфакс передали слова Валерія Болотова, російського колаборанта, одного з ватажків бойовиків у Луганській області, що в літаку не було загиблих, він летів пустим. Натомість, загиблими були нібито десантники, яких за декілька годин до падіння літака розстріляла українська армія, нібито внаслідок конфлікту між львівськими і дніпропетровськими десантниками. Конфлікт нібито виник через те, що дніпропетровські десантники мали намір перейти на сторону російських маріонеткових утворень, а літак летів, щоб забрати їх тіла.[12][13]

| На данный момент нашими следователями не обнаружено ни одного фрагмента тел. Ни военной техники, ни вооруженных сил там не было. [Львовские десантники] уничтожили тех солдат, которые хотели перейти на нашу сторону. Погибшие, скорее всего, находятся в аэропорту. Получается, что самолет был пустой, хоть что-то должно было остаться |
| — Валерій Болотов у повідомленні ТАСС |

### Україна
У Міноборони підтвердили, що літак збили з ПЗРК «Ігла». На позиції бойовиків поблизу Луганського аеропорту, звідки були випущені ракети, українські військові знайшли три пускові труби від ПЗРК. Два ПЗРК 9К38 «Ігла» використані, один — технічно несправний (ракета 9М39 залишилась у трубі). Також на місці засідки знайдені порожні банки з-під консервів, випущених ЗАТ «Орелпродукт», місто Мценськ (Росія).
В.о. МО України, Коваль у ТСН зазначив, що «бойовики випустили 2 ракети, а потім розстріляли із великокаліберного кулемета запалювальними кулями». На час розслідування обставин трагедії начальника Головного оперативного управління Генштабу, генерал-майора Олександра Шутова і ще декількох високопосадовців усунуто від виконання обов'язків.
Колишній заступник Секретаря РНБО п. Прокоф'єв у ефірі Громадського ТБ 15.06 відзначив, що територія падіння не огороджена, рештки не піддаються аналізу, на фоні їх знімаються терористи. Речник АТО Селезньов стверджує, що рештки — під контролем сил АТО.
2 липня голова комісії Олександр Чорноволенко повідомив, що у літак було випущено дві ракети, перша не влучила. Літак також обстрілювали з великокаліберного кулемета:

| Перша ракета, випущена сепаратистами, в літак не влучила. Потрапила тільки друга, а потім літак добивали ще і чергою з великокаліберного кулемета. Було також питання щодо витоку інформації — і, як виявилося, РФ проводила постійний радіоперехоплення, і було прослуховування наших радіочастот. Тобто терористам повідомили, що летить літак. |
| — Олександр Чорноволенко, голова тимчасової слідчої комісії Верховної Ради. 2 липня 2014. |

## Загиблі
Заступник голови Дніпропетровської ОДА Борис Філатов повідомив, що серед загиблих є 9 членів екіпажу із Запорізької області, два десантники з Донецька, по одному з Херсона, Одеси, Харкова, Луганська, Кіровограда, Львова. Решту 32 людей з Дніпропетровської області — 10 з Дніпропетровська, 6 з Кривого Рогу, 2 з Павлограда, 2 з Дніпродзержинська, 2 з Нікополя. Решту хлопців — з сільських районів Дніпропетровщини.
Станом на червень 2014 року це була найбільша одночасна втрата Збройних сил України за період незалежності.

### 25-та військово-транспортна авіаційна бригада
Екіпаж літака Іл-76 (Запоріжжя)
- Буркавцов Володимир (1976—2014), бортовий авіатехнік, гвардії старший лейтенант
- Бєлий Олександр (1976—2014), командир екіпажу, гвардії полковник
- Д'яков Михайло (1968—2014), керівник повітряно-вогневої тактичної підготовки, гвардії майор
- Ковалик Олександр (1972—2014), старший повітряний стрілець, гвардії прапорщик
- Козолій Олександр (1984—2014), старший бортовий авіатехнік, гвардії старший лейтенант
- Ментус Віктор (1982—2014), старший повітряний радист, гвардії прапорщик
- Павленко Олег (1971—2014), старший технік, гвардії старший лейтенант
- Скочков Ігор (1977—2014), штурман авіаційної ескадрильї, гвардії капітан
- Телегін Сергій (1971—2014), керівник технічно-експлуатаційної служби авіаційної ескадрильї, гвардії капітан

### 25-та повітрянодесантна бригада
Дніпропетровська область

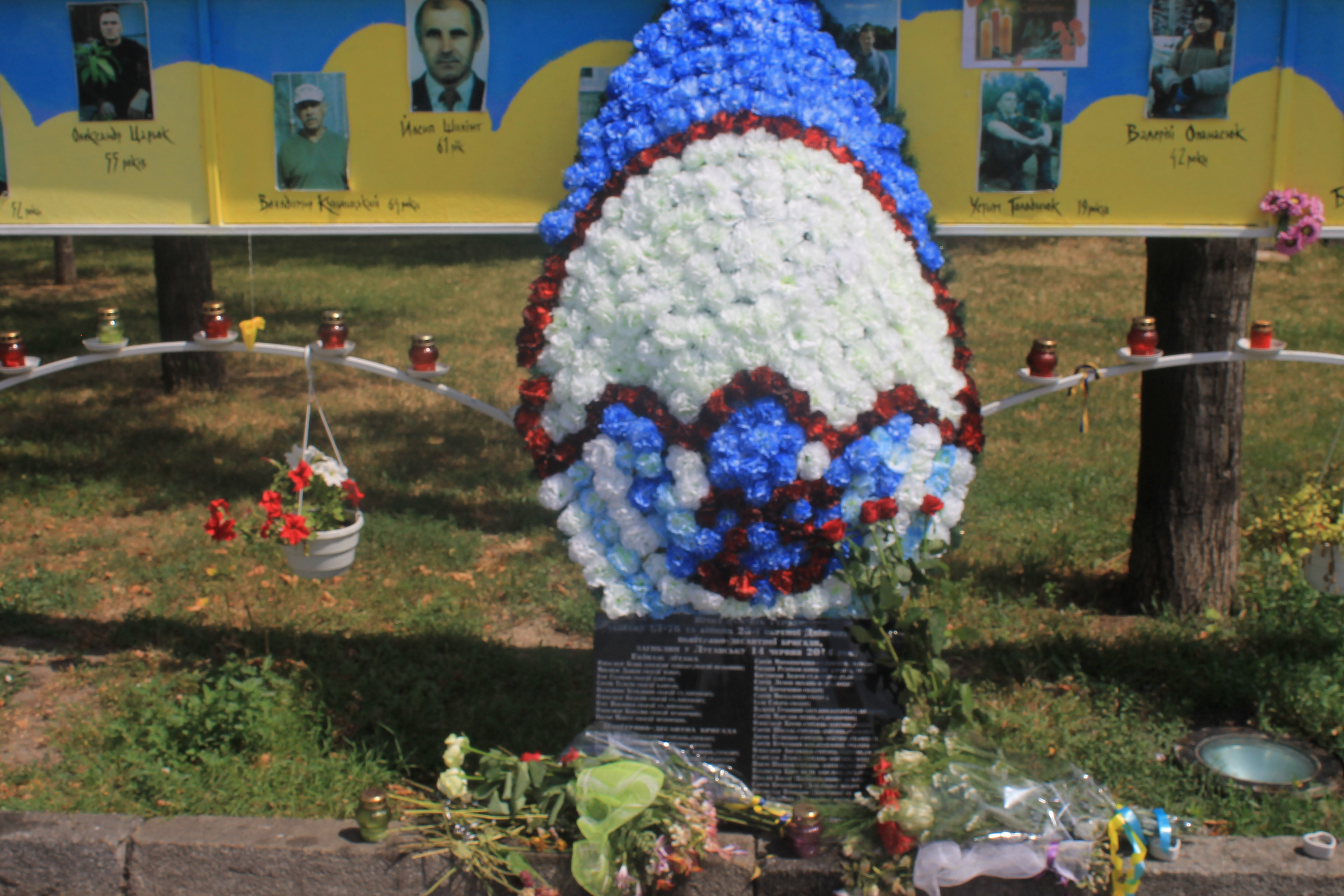
Пам'ятний вінок і меморіальна дошка загиблим воїнам 25-ї повітряно-десантної бригади на Стіні Небесної сотні в Дніпрі

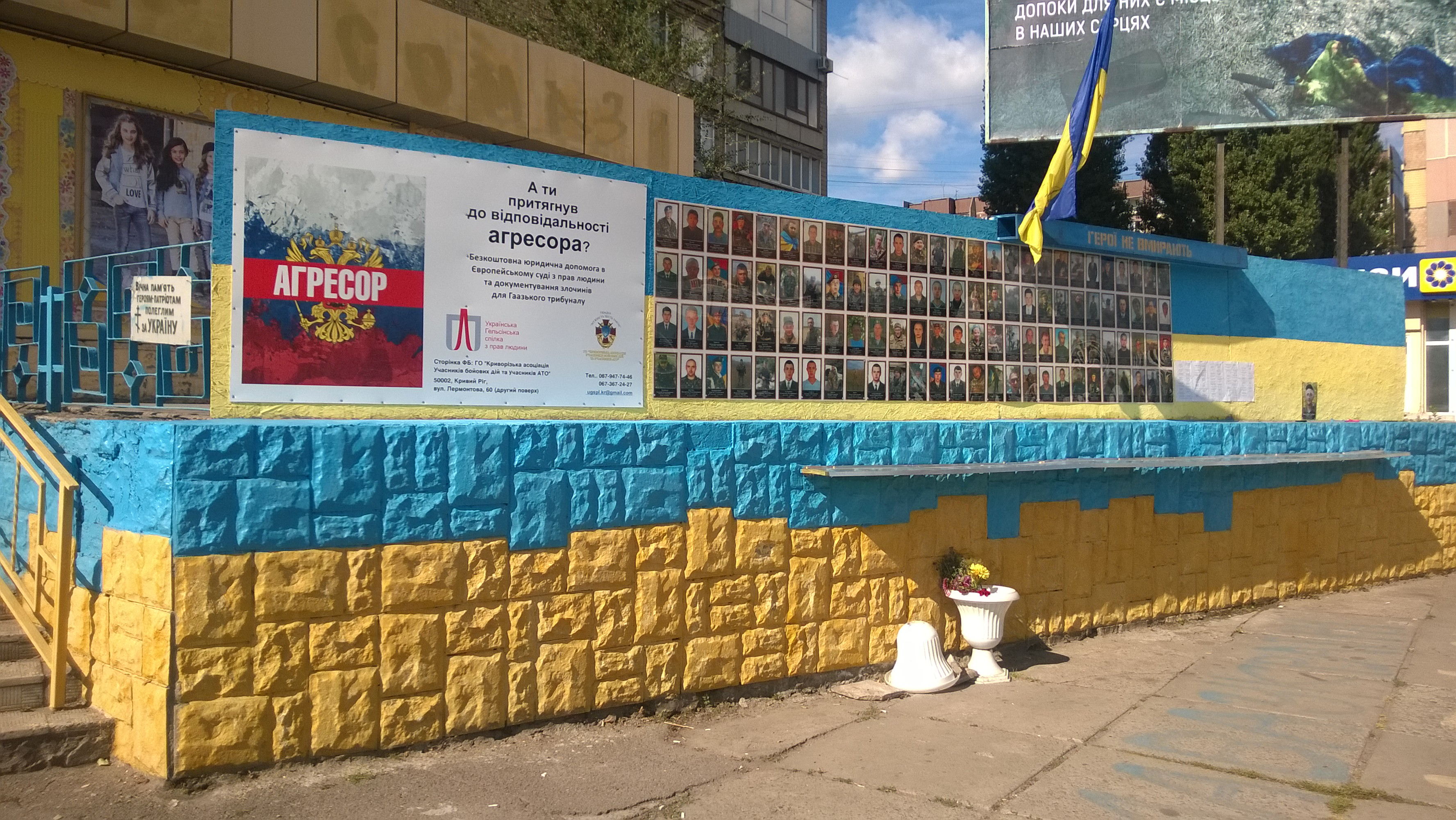
Пам'ятна дошка загиблим воїнам 25-ї повітряно-десантної бригади у Кривому Розі

- Авдєєв Костянтин, старший навідник, старший солдат
- Авраменко Олександр, стрілець-зенітник, солдат
- Алтунін Валерій, командир взводу, старший лейтенант
- Бондаренко Віталій, гранатометник, солдат
- Гайдук Ілля, солдат
- Горда Анатолій, старший механік-водій, старший солдат
- Грабовий Валерій, заступник командира батареї, старший лейтенант
- Дмитренко Андрій, солдат
- Добропас Сергій, стрілець-зенітник, старший солдат
- Дубяга Станіслав, стрілець-зенітник, солдат
- Каменєв Денис, стрілець-помічник гранатометника, старший солдат
- Кива Владислав, водій-машиніст заправної машини, молодший сержант
- Ковальчук Юрій, командир бойової машини, сержант
- Коренченко Олег, солдат
- Коснар Павло, командир відділення, молодший сержант
- Котов Олександр, стрілець-зенітник, солдат
- Кузнецов Антон, стрілець-зенітник, старший солдат
- Кулібаба Руслан, водій-заправник, сержант
- Кучерявий Сергій, командир відділення, молодший сержант
- Левчук Павло, стрілець-зенітник, солдат
- Лісной Сергій, механік-водій, солдат
- Малишенко Тарас, стрілець-зенітник, солдат
- Манулов Сергій, технік, старший прапорщик
- Мірошниченко Сергій, старший навідник, старший солдат
- Москаленко Сергій, солдат
- Ніконов Павло, стрілець-зенітник, солдат
- Рєзніков Євген, командир гармати, сержант
- Самохін Антон, слюсар-монтажник, старший солдат
- Санжаровець Артем, старший солдат
- Скалозуб Артем, старший навідник, старший солдат
- Шостак Сергій, стрілець-зенітник, старший солдат
- Шульга Андрій, солдат
- Шумаков Сергій, старший стрілець, сержант

Донецька область
- Кривошеєв Сергій, механік-водій, солдат
- Проньков Ростислав, солдат

Кіровоградська область
- Бабан Віталій, командир відділення, сержант

Луганська область
- Токаренко Ігор, механік-водій, солдат

Львівська область
- Бахур Віталій, заступник командира батареї-інструктор з ПДП, старший лейтенант

Харківська область
- Гончаренко Сергій, командир гармати, молодший сержант

Херсонська область
- Ліфінцев Олег, водій-заправник, старший солдат

## Реакція
- Президент Порошенко оголосив 15 червня днем жалоби за загиблими військовими, висловивши співчуття і наголосивши, що всіх причетних буде покарано. Порошенко доручив скликати засідання РНБО, а Кабінету міністрів — виділити кожній родині загиблого грошову компенсацію у 610 тис. грн.[22][23] Траур оголошено по Україні — 15, 16 червня, по Дніпропетровщині — до кінця червня, молебени у Львові, Запоріжжі.
- Генеральний секретар Ради Європи Турбйорн Ягланд поширив заяву, в якій висловив шок через загибель 49 українських військових, що були на борту збитого літака Іл-76 і наголосив, що «терористи нічого не досягнуть цим холоднокровним безглуздим вбивством». Він також заявив, що Рада Європи продовжуватиме робити все можливе у «межах свого мандату», щоб стабілізувати ситуацію в Україні. «Президент Порошенко може розраховувати на нашу підтримку», — сказав він.[24]
- Співчуття родинам загиблих військових висловили посол США в Україні Джеффрі Пайєтт[25] та президент Франції Франсуа Олланд[26].
- 15 червня біля посольства України у Москві відбулася акція солідарності[27].

### Акція біля посольства Росії у Києві
У другій половині дня 14 червня обурені загибеллю військових, українські громадяни почали пікетувати Посольство Російської Федерації у Києві. Через деякий час акція почала втрачати мирний характер. Учасники акції через паркан почали закидувати будівлю яйцями і камінням. Було розбито кілька вікон. На вулиці були обмальовані та перекинуті кілька автомобілів з дипломатичними номерами. Також було спущено російський прапор біля посольства, а на ворота було почеплено червоно-чорний прапор ОУН. Деякий час міліція намагалася підійти до протестувальників, але люди оточили їх щільним кільцем із закликами відійти від будівлі. Після чого правоохоронці пішли за ріг будівлі. Під посольство прибули глави МЗС Андрій Дещиця і МВС Арсен Аваков. Дослухаючись до їх закликів активісти не наважилися на остаточний штурм посольства і не проникали на територію дипустанови. Як відомо, за міжнародними нормами, територія посольства вважається територією країни, яке це посольство представляє. За Віденською конвенцією, яка ратифікована Україною, держава зобов'язана забезпечувати необхідні заходи безпеки дипмісії іноземної країни.
Учасники акції протесту біля посольства РФ у Києві передали через дипломатів свої вимоги Москві. Зокрема, усіх працівників посольства попросили залишити територію України.
МЗС Росії висловила обурення з приводу пікету під стінами посольства Росії в українській столиці, назвавши їх «провокаціями фашистських молодчиків». «За безвідповідального потурання української влади здійснено напад на будівлю російського дипломатичного представництва та наруга над прапором Російської Федерації», — йдеться у заяві МЗС Росії. Від України російська сторона вимагає вжити всіх необхідних заходів щодо забезпечення безпеки російських дипломатів у Києві.
Сполучені Штати Америки також засудили напад на посольство Росії в Києві. Про це заявила представник Держдепартаменту США Джен Псакі. «США засуджують напад на посольство Росії в Києві і закликають українську владу виконувати свої обов'язки за Віденською конвенцією та забезпечувати необхідні заходи безпеки», — йдеться у заяві.

### Акція-2015 на Майдані Незалежності у Києві
На Майдані Незалежності у Києві 23 травня 2015 р. відбувся своєрідний лежачий флешмоб для привернення уваги до того, що розслідування збиття Іл-76 у Луганську не закінчено, нікого не покарано. У акції взяли участь родичі, знайомі та друзі загиблих у збитому літаку Іл-76 .

## Наслідки
- 14 червня 2014 року Прокуратура України кваліфікувала подію як теракт і розпочала досудове розслідування кримінального правопорушення, передбаченого ч. 3 ст. 258 КК України (терористичний акт, що призвів до загибелі людей та заподіяння значної майнової шкоди).[33][34]
- 15 червня 2014 року начальника Головного оперативного управління Генштабу Збройних сил України генерал-майора Олександра Шутова і ряд інших військовослужбовців відсторонено від виконання обов'язків на час розслідування трагедії зі збитим літаком ІЛ-76 в Луганську.[35][36]

### Розслідування
Як повідомив в.о. міністра оборони Михайло Коваль, однією із версій знищення в Луганську літака з 49 військовими на борту є зрада з боку диспетчерів польоту. Вони могли сприяти витоку інформації про переміщення літака. Через трагедію Міноборони України усунуло від своїх обов'язків ряд військових. Член тимчасової слідчої комісії Верховної Ради з розслідування обставин катастрофи літака Іл-76 під Луганськом, народний депутат (ВО «Батьківщина») Андрій Сенченко, вказує, що будь-який виліт санкціонувався начгенштабу: «без дозволу начальника Генерального штабу жоден літак не міг злетіти в повітря». Він також вказав на ряд звільнень у Генштабі, не конкретизуючи.
У березні 2021 року Ігоря Плотницького було визнано винним у збитті українського літака, суд у Дніпрі заочно засудив його до довічного ув'язнення. Окрім нього, довічний термін без конфіскації майна отримали ватажки бойовиків «ЛНР» Олександр Гурєєв і Андрій Патрушев. 27 січня Дніпровський апеляційний суд підтвердив довічні терміни Плотницькому та спільникам.
27 січня 2022 року Дніпровський апеляційний суд підтвердив довічний вирок для колишнього ватажка «ЛНР» Ігоря Плотницького та ватажків угруповань «Заря» і «Вітязь» Патрушева та Гурєєва

#### Виконавці
У лютому 2017 року СБУ оприлюднила запис розмов луганських бойовиків, відповідно до якого організаторами збиття літака були тогочасний командир батальйону «Зоря» Ігор Плотницький, його заступник Андрій Патрушев та командир батальйону «Вітязь» Олексій Гурєєв.
7 жовтня 2017 року СБУ повідомила, що підозрює найманців ПВК «Вагнер» Олександра Гуральова з Улан-Уде та Андрія Лєбєдєва з Ярославської області у тому, що вони безпосередньо стріляли з ПЗРК по літаках. За даними СБУ, всього до операції зі збиття літака було залучено 72 найманця з ПВК «Вагнер». Станом на жовтень 2017 року, 15 із них були вже мертві.
14 червня 2019 року, на п'яту річницю збиття літака, СБУ повідомила, що її слідчими встановлено безпосередню причетність генерал-майора ЗС РФ Євгена Нікіфорова. Саме Євген Нікіфоров віддав наказ Дмитру Уткіну з ПВК Вагнер на знищення українського транспортного літака Іл-76.

#### Українське командування
18 листопада 2014 року стало відомо, що заступник керівника Антитерористичної операції генерал-майор Віктор Назаров підозрюється військовою прокуратурою у недбальстві, що призвело до збиття літака Іл-76 над Луганськом, але після цього він потрапив до лікарні, і суд не зміг через це обрати йому запобіжний захід.
25 листопада 2014 року, Віктора Назарова було заарештовано, Печерський суд обрав йому запобіжний захід у вигляді тримання під вартою з можливістю внесення застави. 27 листопада необхідну суму застави було внесено і генерал звільнився з-під арешту. Остаточно СБУ сформувало йому підозру в службовій недбалості, яка полягала у нехтуванні інформацією Служби Безпеки про підготовку теракту. Назаров свою вину не визнав.
7 грудня 2015 року, відбулось перше судове засідання у справі відносно генерала Назарова Слухання проходили у Павлограді, також відбувалась пряма трансляція на YouTube.
27 березня 2017 року, обвинуваченого в службовій недбалості у справі про збитий Іл-76 генерал-майора ЗС України Віктора Назарова у Павлограді засудили до 7 років позбавлення волі. 26 вересня Апеляційний суд Дніпропетровської області почав розгляд апеляційної скарги генерал-майора Назарова.
11 грудня 2020 року, Дніпровський апеляційний суд відхилив апеляцію генерала Віктора Назарова, якого суд першої інстанції засудив до 7 років ув'язнення через службову недбалість, що призвела до збиття літака Іл-76 і загибелі українських військових в 2014 році. Відповідне рішення суд ухвалив, залишивши рішення Павлоградського райсуду області без змін. Віктор Назаров — не визнав своєї провини і заявив, що подаватиме на касацію.
23 грудня 2020 року Касаційний кримінальний суд Верховного Суду України зупинив виконання вироку генералу Віктору Назарову за поданою адвокатом касацією.
17 травня 2021 року, Касаційний кримінальний суд Верховного Суду розпочав розгляд касаційної скарги генерал-майора Віктора Назарова у справі про катастрофу Іл-76. 21 травня кримінальний суд Верховного суду виправдав Віктора Назарова.

## Оцінки
- Кузьмук: «Я глибоко переконаний, що диверсанти були сповіщені. Якщо простежити весь ланцюжок подій від аеропорту вильоту до аеропорту прильоту, то зрозуміло, що вони були підготовлені»[59].

### Відео
- Відео з камери спостереження вибуху літака [Архівовано 5 квітня 2016 у Wayback Machine.] на YouTube
- Залишки збитого ІЛ-76 у Луганську [Архівовано 2 березня 2022 у Wayback Machine.] відео на YouTube
- «Саша сказав: Я бачу смугу. Це були його останні слова». Як збили ІЛ-76 на YouTube // Інтерв'ю з Дмитром Мимриковим. «Громадське телебачення», 14 червня 2017